# ユーン・チュンチェン
チェンス・ユーン (Chance Yuen/阮駿翔、1992年6月21日 - ) カナダ・トロント出身の俳優、シンガーソングライターである。

## 略歴
- 中国広東省広州市生まれ。[1]2018年より俳優として活動開始。2019年9月にシンガーソングライターとして初めてのライブを迎えた。[2]

## 人物
- 英語、日本語、広東語、北京語を話すマルチリンガルである。
- 特技・趣味は料理、スポーツ全般、読書。
- バスケが大好きで、日本バスケ協会のE級コーチライセンスを保持する。

## 出演

### 映画
- クロノス・ジョウンターの伝説（2019年4月19日、パル企画）学生 役

### CM
- Indeed バイト探し（2019年3月、AbemaTV) スタッフ 役
- 幸楽苑（2019年2月）サラリーマン 役
- My First Snow In Japan 日本観光局　（2020年3月）